# Перевезенцев, Алексей Петрович
Алексей Петрович Перевезенцев (1907 — ?) — советский государственный и партийный деятель.

## Биография
Родился в 1907 году. Место рождения: Московская область, Коммунистический район, с. Куликово.
Член ВКП(б) с 1929 года.
В 1929—1932 служил в РККА.
В 1937—1939 председатель Калужского горисполкома.
С января 1939 по июль 1941 года первый секретарь Калужского горкома ВКП(б).
С июля 1941 по 1945 год на фронте, политработник, подполковник. 
Делегат (с решающим голосом) XVIII съезда ВКП(б) (1939) и XVIII партконференции (февраль 1941).

## Награды
Награждён двумя орденами Красной Звезды (11.03.1943, 03.11.1953), медалями «За победу над Германией в Великой Отечественной войне 1941–1945 гг.» (09.05.1945), «За боевые заслуги» (20.06.1949), «За победу над Японией» (30.09.1945).